# 当布兰
当布兰（法語：Damblain，法語發音：[dɑ̃blɛ̃] ⓘ）是法国大東部大區孚日省的一个市镇，属于讷沙托区。

## 地理
当布兰（48°5'47"N, 5°39'14"E）面积13.27 平方千米，位于法国大東部大區孚日省，该省份为法国东北部内陆省份，北起默兹省和默尔特-摩泽尔省，西接上马恩省，南至上索恩省和贝尔福地区省，东临上莱茵省和下莱茵省。
与当布兰接壤的市镇（或旧市镇、城区）包括：罗曼欧布瓦、托兰库尔、巴西尼地区布勒瓦讷、日耳曼维利耶、布莱万库尔。

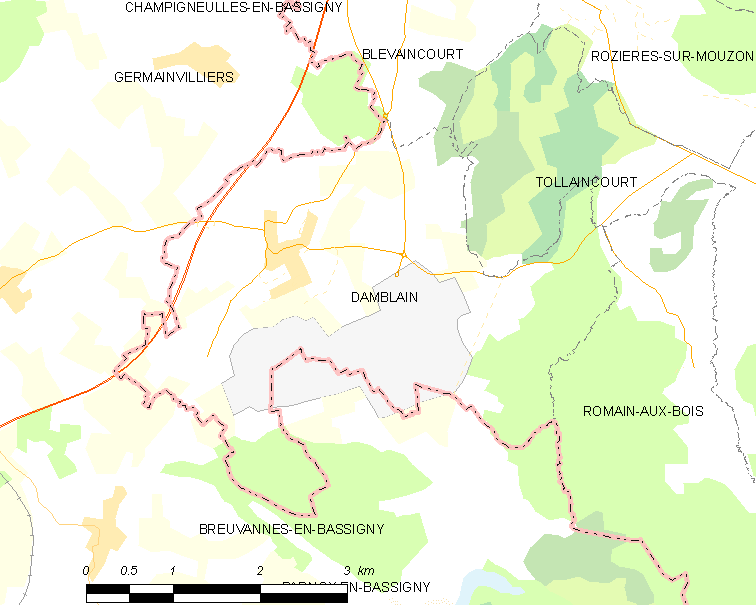
当布兰的OSM定位图

当布兰的时区为UTC+01:00、UTC+02:00（夏令时）。

## 行政
当布兰的邮政编码为88320，INSEE市镇编码为88123。

## 政治
当布兰所属的省级选区为达尔内县。

## 人口

1962-2008年间当布兰人口变化图示

当布兰于2022年1月1日时的人口数量为258人。